# Łowcy skalpów
Łowcy skalpów (ang. The Scalphunters) – amerykański western komediowy z 1968 w reżyserii Sydneya Pollacka.
Obraz wykreowany w stylu komedii slapstickowej. Plenery kręcono wśród skalnych formacji meksykańskiego parku narodowego Sierra de Órganos w rejonie Sombrerete i w pustynnym krajobrazie równiny  La Posa w okolicy Quartzsite (Arizona).

## Treść
Powracający do domu z cennymi skórami traper Joe Bass zostaje napadnięty przez Indian Kiowów, którzy pozbawiają go zdobyczy, w zamian pozostawiając mu zbiegłego czarnego niewolnika. W zamiarze odzyskania swej własności Bass ze swym nowym towarzyszem wyrusza ich śladem. Tymczasem Indianie zostają z kolei napadnięci przez bandę łowców skalpów, którym przewodzi bezwzględny Jim Howie, i to on przejmuje ładunek skór trapera. W ślad za nim podąża uparty Joe z czarnym Josephem Lee, który okazuje się inteligentnym i wykształconym domowym niewolnikiem z manierami, i prostemu traperowi przysparza w drodze coraz więcej kłopotów. Choć kolejne próby odzyskania jego własności ponoszą fiasko, pomiędzy obydwoma zwaśnionymi mężczyznami z wolna nawiązuje się porozumienie, co wraz z ponownym pojawieniem się Indian finalizuje ich perypetie niespodziewanym zakończeniem.

## Obsada
- Burt Lancaster – traper Joe Bass
- Ossie Davis – Joseph Lee, zbiegły niewolnik
- Telly Savalas – Jim Howie, przywódca bandy
- Shelley Winters – Kate, jego kobieta
- Dabney Coleman – Jed, członek bandy
- Dan Vadis – Yuma, członek bandy
- Paul Picerni – Frank, członek bandy
- Nick Cravat – Yancy, członek bandy
- Armando Silvestre – Dwa Kruki, wódz Kiowów